# Killik River
Der Killik River ist ein 214 Kilometer langer rechter Nebenfluss des Colville River im Norden des US-Bundesstaats Alaska. 

## Verlauf
Der Killik River entspringt in den Endicott Mountains, die Teil der Brookskette sind. Das Quellgebiet liegt auf einer Höhe von etwa 1450 m unweit der kontinentalen Wasserscheide. Der Oberlauf liegt im Gates-of-the-Arctic-Nationalpark. Der Killik River fließt in überwiegend nördlicher Richtung und mündet 6 Kilometer nordöstlich des Oolamnagavik River in den Colville River, der durch die North Slope zum Arktischen Ozean fließt. Der Killik River ist einer von vielen Flüssen und Bächen, die den Colville River von der nördlichen Brookskette her speisen.

## Name
Der Name des Flusses tauchte erstmals um 1885 in den Aufzeichnungen eines Ureinwohner Alaskas aus Barrow auf. W. J. Peters und F. C. Schrader vom United States Geological Survey dokumentierten den Namen 1901. Die heutige Aussprache lautet „Kitlik“. Die Ureinwohner, die im Tal des Flusses lebten, werden als Kitlikmiut bezeichnet.